# Ico – Das kleine Wildpferd
Ico – Das kleine Wildpferd (Fernsehtitel: Ico, das tapfere Fohlen) ist ein argentinischer Zeichentrickfilm aus dem Jahr 1983. Regie führte Manuel García Ferré. Sowohl tricktechnisch als auch inhaltlich ist Ico mit den beliebten TV-Serien der japanischen Studios Nippon Animation vergleichbar (z. B. Wickie und die starken Männer, Heidi und Biene Maja).

## Handlung
Das Wildpferdchen Ico, das bei seiner Mutter und seinen Freunden im Wald lebt, träumt von einem Leben als Hoftier beim König, geschmückt mit feinsten Tüchern und bunten Federn. Seine Mutter versucht vergeblich, ihm die Vorzüge des freien, wilden Lebens nahezulegen. So freundet sich Ico eines Tages mit dem königlichen Stallmeister Larquirucho an, der ihn heimlich in die Burg einschleust. Doch hier ist nicht alles so angenehm, wie es sich Ico vorgestellt hat. Der bösartige schwarze Herzog hat die Kontrolle über die Pferde, die ihn aufgrund seiner Strenge fürchten. Auch der Stallmeister Larquirucho ist dem Schwarzen Herzog unterstellt und fürchtet ihn. Als immer öfter einige Pferde grund- und spurlos aus dem Stall verschwinden, immer dann wenn die gespenstische Glocke, die des Nachts durch die Lande schallt, ist Ico der Einzige, der etwas dagegen unternehmen will. Nachdem der Stallmeister Larquirucho sich von Ico überzeugen lässt und ihm helfen will, wird er vom Schwarzen Herzog in den Kerker verbannt und wartet seiner Todesstrafe entgegen. Ico macht sich schließlich auf die Suche nach der geheimnisvollen Glocke, weil er vermutet, dass derjenige, der die Glocke ertönen lässt, und derjenige, der die Pferde entführt, ein und dieselbe Person sein müssen. Er findet schließlich die Glocke und die vermissten Pferde und findet heraus, dass der schwarze Herzog dahintersteckt. Die Glocke ist, wie auch die Legende, die das älteste Pferd im Stall, Väterchen Mateo, erzählt, aus purem Gold, und der schwarze Herzog benötigte alle Pferde, um die Glocke zu schlagen, mit einem riesigen steinernen Bommel, auf dass sie zerfalle, damit er das Gold gewinnt und reich wird. Letztendlich gelingt es Ico den Herzog zu besiegen und die Pferde zu befreien, allerdings nicht zuletzt durch die Hilfe seiner Freunde aus dem Wald. Als der König die ganze Geschichte erfahren hat, lässt er den Stallmeister Larquirucho aus dem Kerker frei und ernennt ihn zum neuen Herzog. Larquirucho bietet als Dank Ico an, „das Pferd des Königs“ zu werden, so dass sein eigentlicher Wunsch in Erfüllung ginge, aber er sieht nun endlich ein, dass es ihm im Wald bei seinen Freunden und seiner Mutter am besten ergeht, und somit entschließt er sich ein Wildpferd zu bleiben.

## Kritiken
„Eine recht konstruierte und nicht sehr plausibel erzählte Zeichentrickgeschichte, die nur durch wenige witzige Figuren einigen Reiz gewinnt.“